# A Bathing Ape
A Bathing Ape (japanisch ア・ベイシング・エイプ, A Beishingu Eipu) oder BAPE ist ein japanisches Modelabel, das 1993 vom Designer Nigo in Ura-Harajuku gegründet wurde. Das Label hat sich auf Lifestyle- und Streetwear für Herren, Damen und Kinder spezialisiert und führt derzeit 19 Stores in Japan. Außerhalb Japans gibt es Läden in Hongkong, New York City, London, Taipei, der Volksrepublik China, Bangkok, Paris und Singapur.
Nigo gründete auch die Zweitlinien AAPE (by A Bathing Ape) und BAPY. 2011 wurde der Mehrheitsanteil an A Bathing Ape, respektive der Muttergesellschaft Nowhere Co., an den Modekonzern I.T verkauft. Gründer Nigo verließ das Unternehmen 2013.
Die Marke Bape ist markenrechtlich geschützt.

## Geschichte
Nigo, der Gründer, führt seine Eltern als prägend für ihn und seine Arbeit auf. Da seine Mutter als Krankenschwester und sein Vater als Plakatmacher tätig waren, war er als Kind oft alleine und hat viel Zeit mit Spielzeug verbracht, die Verbundenheit zu diesem zeigt sich in den Kleidern.
Nachdem er sich von einem Bekannten 4 Millionen Yen lieh, eröffnete er gemeinsam mit Jun Takahashi von Undercover am 1. April 1993 in Ura-Harajuku seinen ersten Store.
„BAPE“ steht für „A Bathing Ape in Lukewarm Water“. Normalerweise baden Japaner in heißem Wasser mit Temperaturen über 40 °C. In diesem Sinne bedeutet es, wenn man in lauwarmen Wasser badet, dass man selbstzufrieden ist und nicht nach mehr strebt. Das soll eine ironische Anspielung auf die Hauptkunden der Marke sein, die faulen, jungen Japaner, die sich auf dem Reichtum ihrer Eltern ausruhen.
Um die Bekanntheit der Marke zu steigern, gab er seine T-Shirts dem Musiker Cornelius, der sie bei seinen Auftritten trug. Die ersten zwei Jahre produzierte Nigo zwischen 30 und 50 Shirts pro Woche, die Hälfte verkaufte er, die andere verteilte er an Freunde.
Am 1. Februar 2011 wurde angekündigt, dass „A Bathing Ape“ zu 90 % für HK$21,2850,00 an das Hongkonger Modekonglomerat I.T Group verkauft wird. Nigo beendete seine Arbeit mit Bape zwei Jahre später.
Mittlerweile ist Bape eine etablierte Marke in japanischer Streetfashion und wird von japanischen Stars getragen.